# Grønlands Håndbold Forbund
Grønlands Håndbold Forbund (grønlandsk: Timersoqatigiiffiit Assammik Arsartartut Kattuffiat) er det grønlandske håndboldforbund. Forbundets hovedkvarter ligger i Grønlands hovedstad Nuuk. GHF er både medlem af Grønlands Idrætsforbund, Nordamerika og Caribiens håndboldforbund (NACHC) og det internationale håndboldforbund. Forbundet bestyrer herrelandsholdet og damelandsholdet
Forbundet består af 17 klubber og 1.700 registrerede spillere.

## Historie
I 2008 truede det panamerikanske håndboldforbund (PATHF) med at smide Grønland ud af konføderationen. Dette forhindrede Grønland i at deltage i det panamerikanske mesterskaber. Grønland forhindrede udsmidelsen og forblev i PATHF, og efterfølgeren NACHC.